# Renaldo Snipes
Renaldo Snipes (* 15. August 1956 in Houston) ist ein ehemaliger US-amerikanischer Schwergewichtsboxer. Er ist vor allem für seinen Kampf gegen Larry Holmes bekannt.

## Laufbahn
Snipes wurde im November 1978 Profi. Er schlug nach 19 Siegen gegen Aufbaugegner Floyd Cummings (Bilanz 14-0) und den Halbschwergewichtler Eddie Mustafa Muhammad. Im August 1981 besiegte er in seiner Wahlheimat New York umstrittenen Gerrie Coetzee. Dennoch brachte ihm der Sieg einen Titelkampf am 6. November 1981 gegen Larry Holmes ein.
Dabei geschah das, was Snipes bis heute Bekanntheit in der Boxszene einbringt: Als nur einer von zwei Boxern in Holmes’ Glanzzeit gelang ihm in der siebten Runde den Weltmeister zu Boden zu schlagen. Ringrichter Rudy Ortega ließ Holmes viel Zeit sich zu erholen. Als dieser später im Kampf Snipes im Gegenzug hart traf und dieser angeschlagen wirkte, brach der Ringrichter jedoch schnell den Kampf ab, dies wurde vom Publikum als verfrüht betrachtet. Snipes argwöhnte daraufhin, dass Ortega den Kampf von Holmes gegen Gerry Cooney nicht platzen lassen wollte.
Er boxte gegen den ungeschlagenen Scott Frank unentschieden (Scott Frank verlor später nur gegen Holmes) und unterlag 1982 Tim Witherspoon. Im selben Jahr gelang ihm ein Sieg gegen Trevor Berbick, sein einziger unumstrittener Sieg gegen einen Weltklasseschwergewichtler.
1983 unterlag er dem Weltklasseschwergewichtler Greg Page. Nach dieser Niederlage konnte er nie wieder an alter Stärker anknüpfen. Er verlor gegen Alfredo Evangelista und Rickey Parkey. Von nun an war er nur noch ein Aufbaugegner für nachrückende Talente wie Tyrell Biggs. 1992 beendete er nach einer Niederlage gegen Jorge Luis González seine Karriere.

## Beziehung zu John Gotti
Er war mit dem Mafioso John Gotti gut bekannt, erschien bei dessen Mordprozess. Für seine Aussage in der Gerichtsverhandlung wurde er von der New Yorker Presse stark kritisiert. Die Presse unterstellte, dass Snipes dort erschien, um die Geschworenen einzuschüchtern. Snipes meinte dazu: „Warum sollte ich so was im Gerichtssaal tun, wo doch jeder wusste, wer ich bin? John Gotti war ein großer Boxfan und ein großer Fan von mir. Ich lernte im Laufe der Jahre seine gesamte Familie kennen, da sie zu meinen Kämpfen kamen. Ich empfand ihn als Gentleman und er behandelte mich wie einen Gentleman.“